# Semiaquilegia adoxoides
Semiaquilegia adoxoides är en ranunkelväxtart som först beskrevs av Dc., och fick sitt nu gällande namn av Tomitaro Makino. Semiaquilegia adoxoides ingår i släktet Semiaquilegia och familjen ranunkelväxter. Inga underarter finns listade i Catalogue of Life.

## Bildgalleri

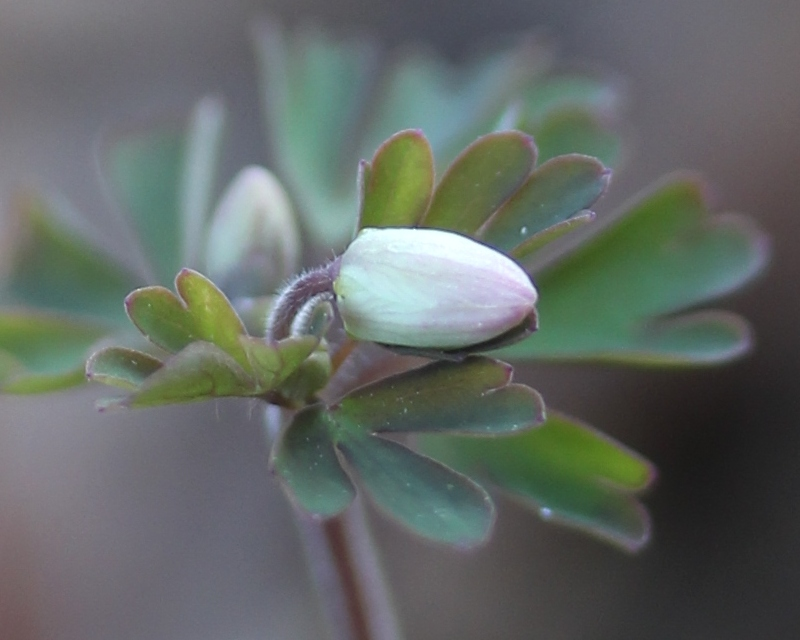
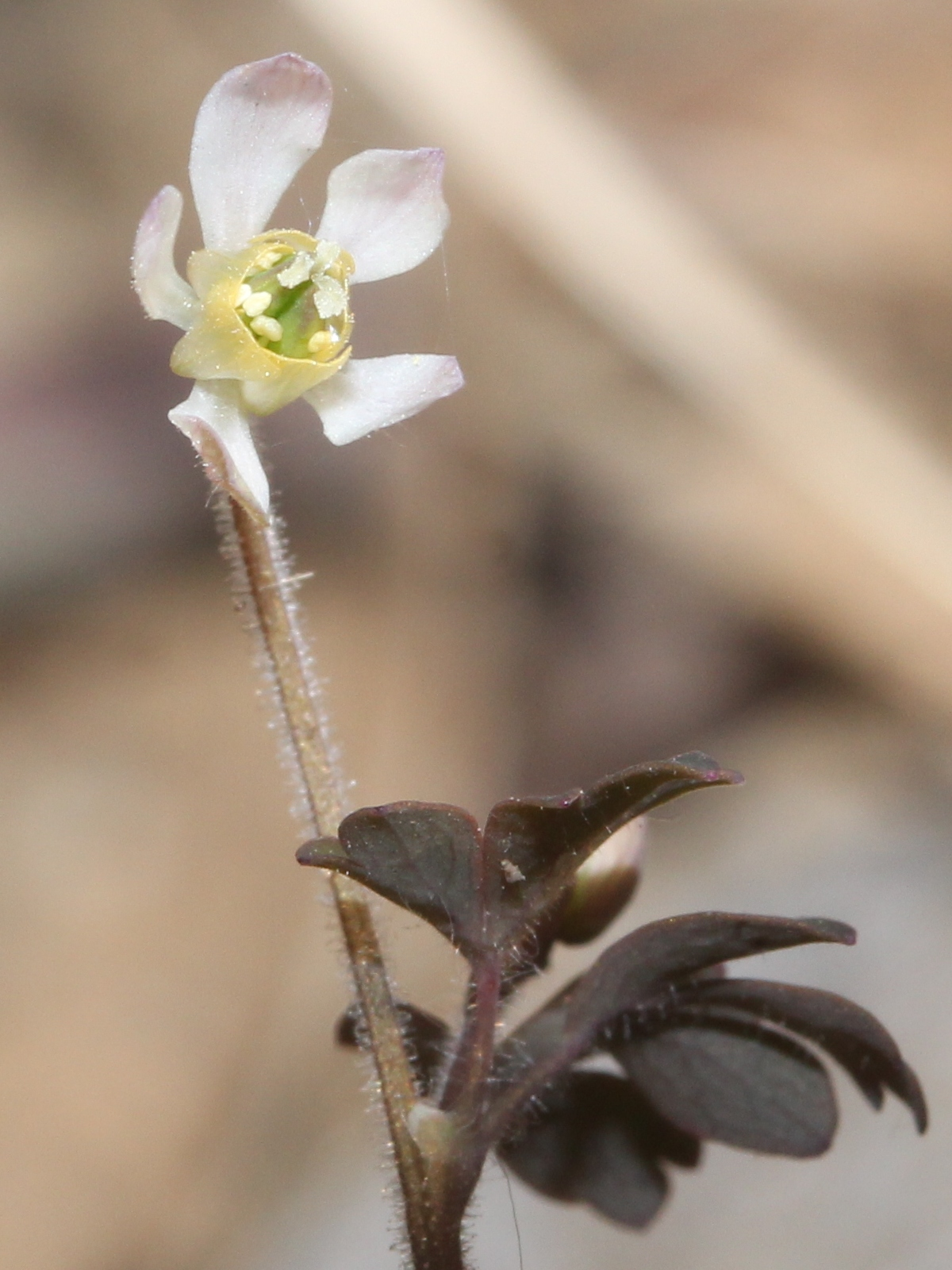
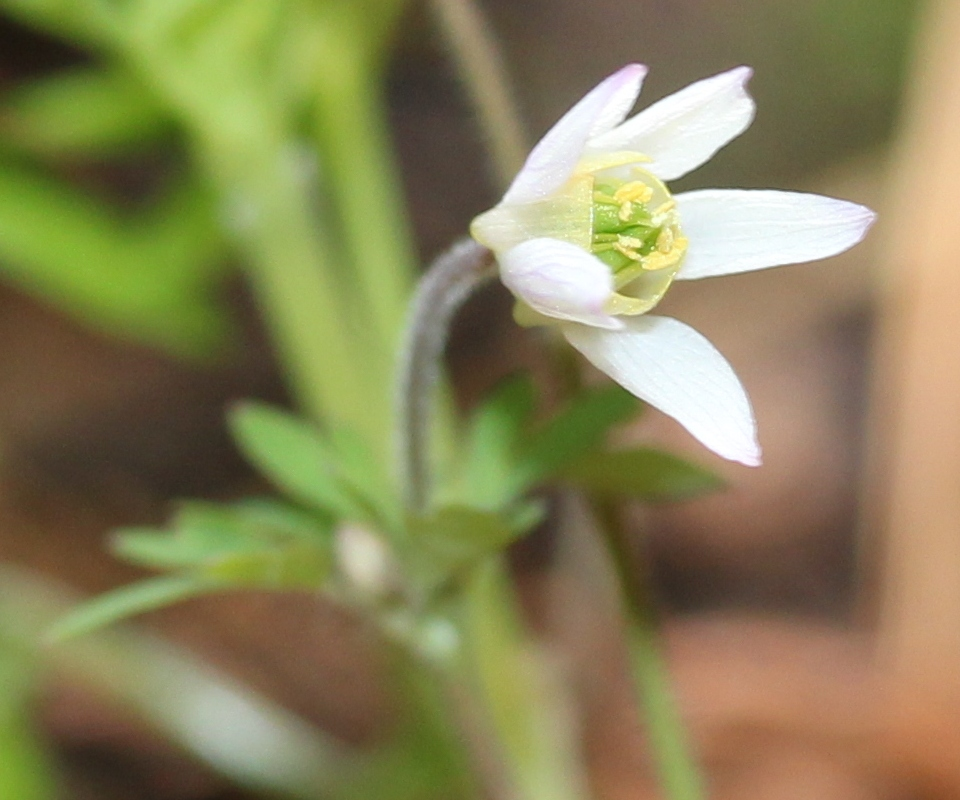
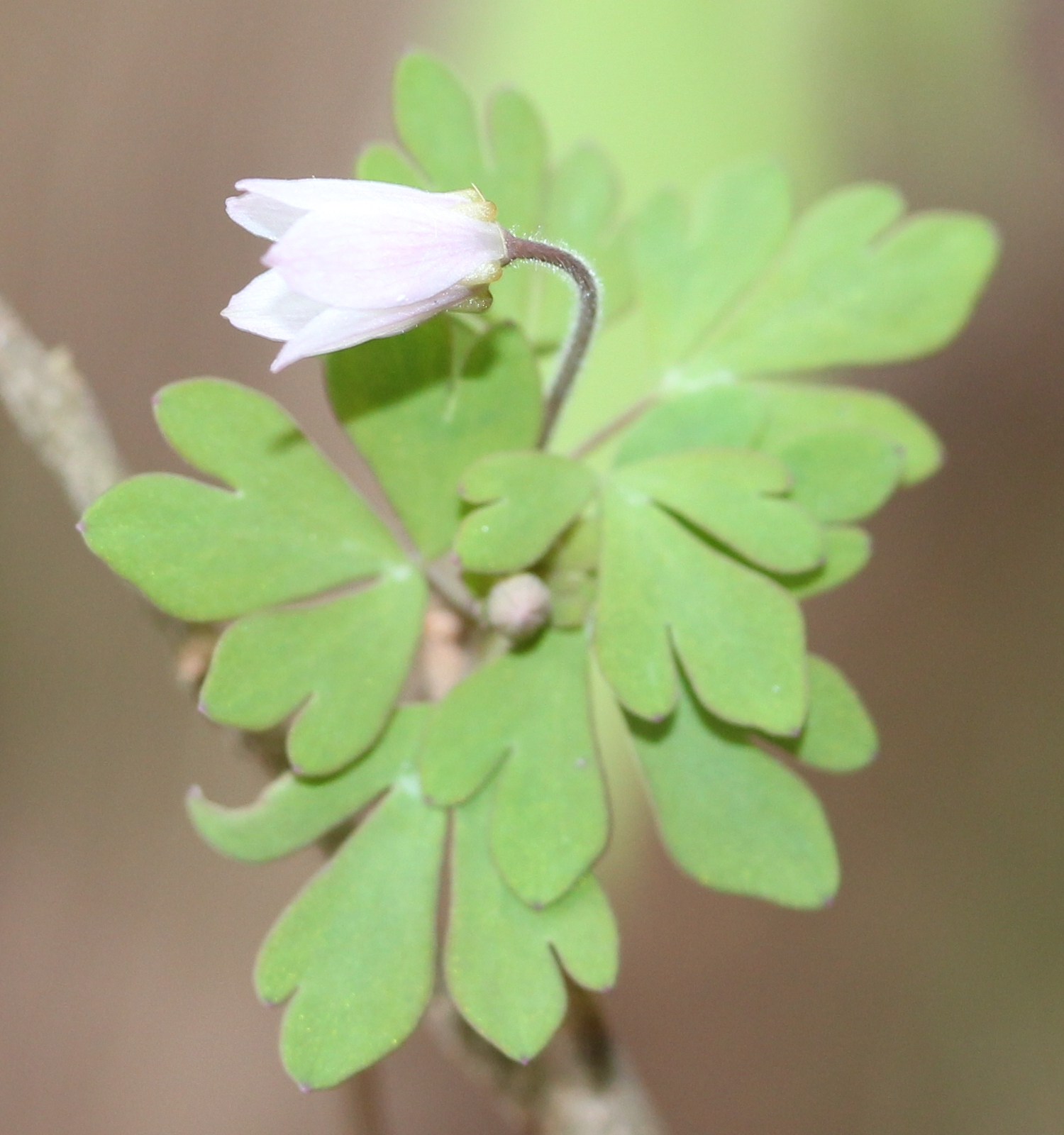
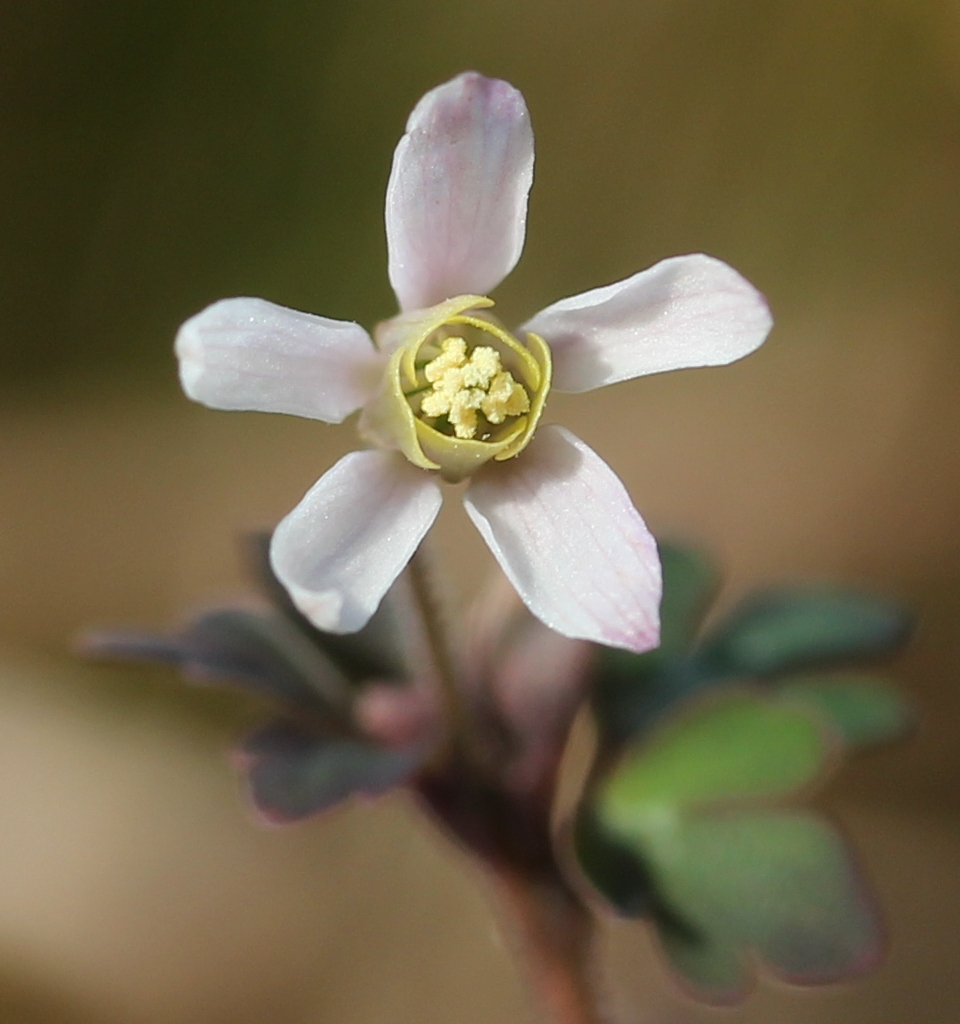
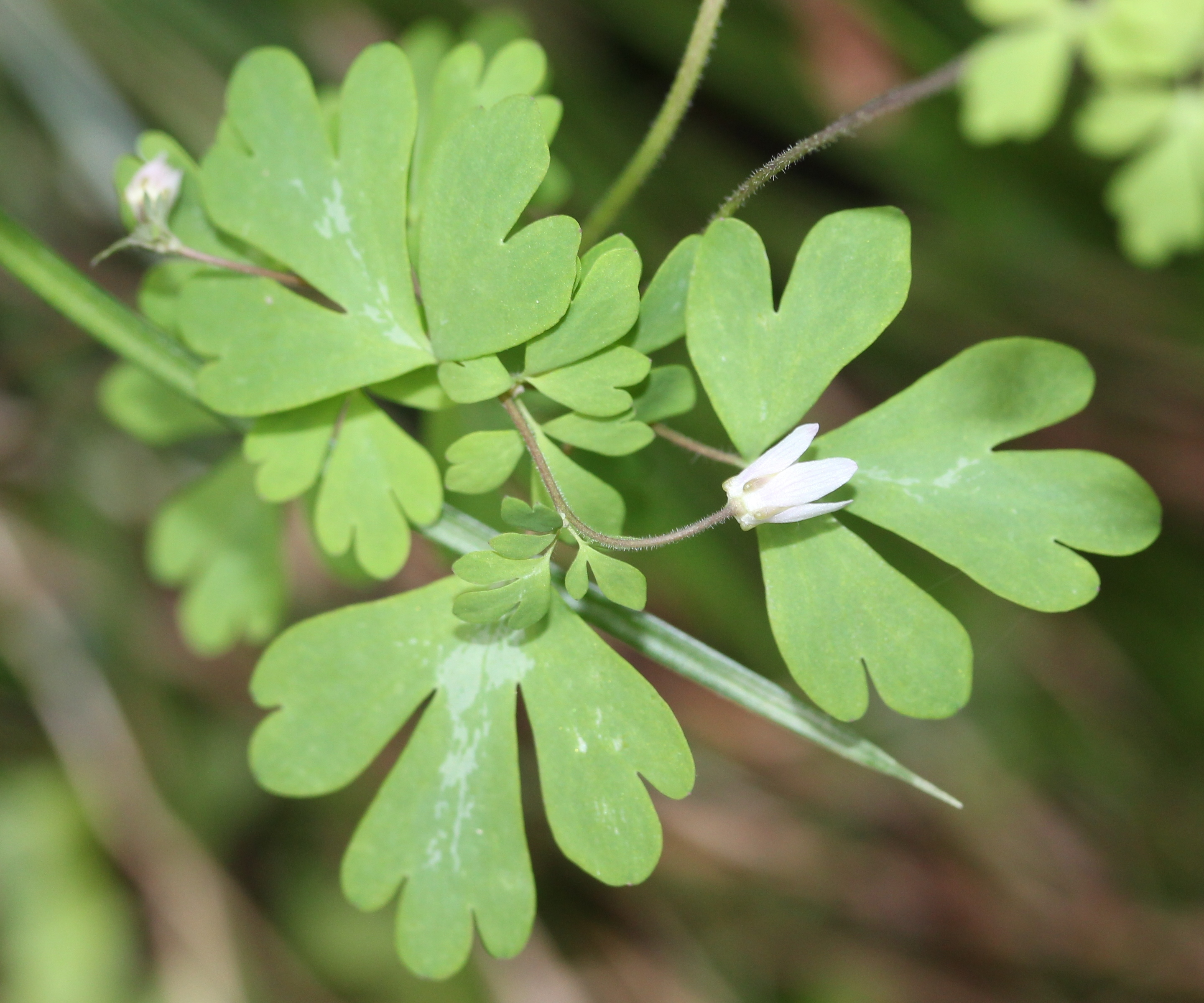